# Élections législatives de 1958 en Corrèze
Les élections législatives françaises de 1958 se déroulent les 23 et 30 novembre 1958. Dans le département du Corrèze, trois députés sont à élire dans le cadre de trois circonscriptions.

## Élus
| Circonscription | Député élu    | Parti | Parti |
| --------------- | ------------- | ----- | ----- |
| 1re             | Jean Montalat |       | SFIO  |
| 2e              | Jean Filliol  |       | UNR   |
| 3e              | François Var  |       | SFIO  |

## Système électoral
Pour la première fois depuis 1936, les élections législatives ont lieu au scrutin uninominal majoritaire à deux tours dans des circonscriptions uninominales.
Est élu au premier tour le candidat qui réunit la majorité absolue des suffrages exprimés et un nombre de voix au moins égal au quart (25 %) des électeurs inscrits dans la circonscription. Si aucun des candidats ne satisfait ces conditions, un second tour est organisé entre les candidats ayant réuni un nombre de voix au moins égal à 5 % des suffrages exprimés. Au second tour, le candidat arrivé en tête est déclaré élu.
Le seuil de qualification, basé sur un pourcentage relativement faible des suffrages exprimés, tend à faciliter l'accès au second tour de plus de deux candidats. Les candidats en lice au second tour peuvent ainsi fréquemment être trois, un cas de figure appelé « triangulaire ». Lorsque quatre candidats s'affrontent au second tour, on parle de « quadrangulaire ».

## Résultats

### Résultats à l'échelle du département
| Parti          | Parti                                            | Premier tour | Premier tour | Second tour | Second tour | Sièges |
| Parti          | Parti                                            | Voix         | %            | Voix        | %           | Sièges |
| -------------- | ------------------------------------------------ | ------------ | ------------ | ----------- | ----------- | ------ |
|                | Centre national des indépendants et paysans      | 11 046       | 8,66         | 1 649       | 1,30        | 0      |
|                | Union pour la nouvelle République                | 10 769       | 8,44         | 23 748      | 18,71       | 1      |
|                | Modérés                                          | 3 959        | 3,10         | Retrait     | Retrait     | 0      |
|                | Droite parlementaire                             | 25 774       | 20,20        | 25 397      | 20,01       | 1      |
|                |                                                  |              |              |             |             |        |
|                | Parti communiste français                        | 39 452       | 30,93        | 47 858      | 37,70       | 0      |
|                | Parti républicain, radical et radical-socialiste | 27 981       | 21,93        | 9 222       | 7,27        | 0      |
|                | Section française de l'Internationale ouvrière   | 26 073       | 20,44        | 44 454      | 35,02       | 2      |
|                | Mouvement républicain populaire                  | 5 223        | 4,09         | Retrait     | Retrait     | 0      |
|                | Centre républicain                               | 3 062        | 2,40         | Retrait     | Retrait     | 0      |
|                |                                                  |              |              |             |             |        |
| Inscrits       | Inscrits                                         | 166 023      | 100,00       | 165 998     | 100,00      | 3      |
| Abstentions    | Abstentions                                      | 36 627       | 22,06        | 35 829      | 21,58       |        |
| Votants        | Votants                                          | 129 396      | 77,94        | 130 169     | 78,42       |        |
| Blancs et nuls | Blancs et nuls                                   | 1 831        | 1,42         | 3 238       | 2,49        |        |
| Exprimés       | Exprimés                                         | 127 565      | 98,58        | 126 931     | 97,51       |        |

### Résultats par circonscription

#### Première circonscription (Tulle)
| Candidat       | Candidat          | Parti          | Premier tour | Premier tour | Second tour | Second tour |  |
| Candidat       | Candidat          | Parti          | Voix         | %            | Voix        | %           |  |
| -------------- | ----------------- | -------------- | ------------ | ------------ | ----------- | ----------- |  |
|                | Pierre Pranchère  | PCF            | 15 549       | 35           | 18 087      | 41,12       |  |
|                | Jean Montalat élu | SFIO           | 13 227       | 29,78        | 24 247      | 55,13       |  |
|                | Jean Massoulier   | Radsoc         | 9 387        | 21,13        | Retrait     | Retrait     |  |
|                | Jacques Borie     | CNIP           | 6 259        | 14,09        | 1 649       | 3,75        |  |
|                |                   |                |              |              |             |             |  |
| Inscrits       | Inscrits          | Inscrits       | 58 111       | 100,00       | 58 113      | 100,00      |  |
| Abstentions    | Abstentions       | Abstentions    | 13 001       | 22,37        | 13 090      | 22,53       |  |
| Votants        | Votants           | Votants        | 45 110       | 77,63        | 45 023      | 77,47       |  |
| Blancs et nuls | Blancs et nuls    | Blancs et nuls | 688          | 1,53         | 1 040       | 2,31        |  |
| Exprimés       | Exprimés          | Exprimés       | 44 422       | 98,47        | 43 983      | 97,69       |  |

#### Deuxième circonscription (Brive-la-Gaillarde)
| Candidat       | Candidat            | Parti          | Premier tour | Premier tour | Second tour | Second tour |  |
| Candidat       | Candidat            | Parti          | Voix         | %            | Voix        | %           |  |
| -------------- | ------------------- | -------------- | ------------ | ------------ | ----------- | ----------- |  |
|                | Jean Goudoux        | PCF            | 12 575       | 26,93        | 14 805      | 30,99       |  |
|                | Jean Filliol élu    | UNR            | 10 769       | 23,06        | 23 748      | 49,71       |  |
|                | Jean Labrunie       | Radsoc         | 7 032        | 15,06        | 9 222       | 19,3        |  |
|                | André Jalinat       | SFIO           | 5 247        | 11,24        | Retrait     | Retrait     |  |
|                | Ernest Bounaix      | CNIP           | 4 787        | 10,25        | Retrait     | Retrait     |  |
|                | Jean Delmond        | MRP            | 3 225        | 6,91         | Retrait     | Retrait     |  |
|                | Pierre-Aimé Pouyade | CR             | 3 062        | 6,56         | Retrait     | Retrait     |  |
|                |                     |                |              |              |             |             |  |
| Inscrits       | Inscrits            | Inscrits       | 60 072       | 100,00       | 60 053      | 100,00      |  |
| Abstentions    | Abstentions         | Abstentions    | 12 744       | 21,21        | 11 593      | 19,3        |  |
| Votants        | Votants             | Votants        | 47 328       | 78,79        | 48 460      | 80,7        |  |
| Blancs et nuls | Blancs et nuls      | Blancs et nuls | 631          | 1,33         | 685         | 1,41        |  |
| Exprimés       | Exprimés            | Exprimés       | 46 697       | 98,67        | 47 775      | 98,59       |  |

#### Troisième circonscription (Ussel)
| Candidat       | Candidat         | Parti          | Premier tour | Premier tour | Second tour | Second tour |  |
| Candidat       | Candidat         | Parti          | Voix         | %            | Voix        | %           |  |
| -------------- | ---------------- | -------------- | ------------ | ------------ | ----------- | ----------- |  |
|                | Charles Spinasse | Radsoc         | 11 562       | 31,72        | Retrait     | Retrait     |  |
|                | Jean Delpy       | PCF            | 11 328       | 31,08        | 14 966      | 42,55       |  |
|                | François Var élu | SFIO           | 7 599        | 20,85        | 20 207      | 57,45       |  |
|                | Jacques Coudert  | Modérés        | 3 959        | 10,86        | Retrait     | Retrait     |  |
|                | Marcel Audy      | MRP            | 1 998        | 5,48         | Retrait     | Retrait     |  |
|                |                  |                |              |              |             |             |  |
| Inscrits       | Inscrits         | Inscrits       | 47 840       | 100,00       | 47 832      | 100,00      |  |
| Abstentions    | Abstentions      | Abstentions    | 10 882       | 22,75        | 11 146      | 23,3        |  |
| Votants        | Votants          | Votants        | 36 958       | 77,25        | 36 686      | 76,7        |  |
| Blancs et nuls | Blancs et nuls   | Blancs et nuls | 512          | 1,39         | 1 513       | 4,12        |  |
| Exprimés       | Exprimés         | Exprimés       | 36 446       | 98,61        | 35 173      | 95,88       |  |